# مجلة شونن الشهرية
مجلة شونن الشهرية هي مجلة شونن مانغا تمتلكها دار كودانشا.كانت المجلة في الأصل تنشر عدداً جديداً مرة كل شهرين حتى أصبحت مجلة رقمية فقط في أكتوبر 2019 بجدول شهري.